# Foster Boy
Foster Boy è un film del 2018 diretto da Youssef Delara.
Pellicola drammatica statunitense co-prodotta da Shaquille O'Neal. Il film è ispirato a eventi reali e denuncia le falle del sistema affidatario di Chicago.

## Trama
Un ragazzo di colore di nome Jamal è detenuto in attesa di giudizio. Il giudice "suggerisce" all'avvocato Michael Trainer (ma suona come un'imposizione) di lavorare pro bono come avvocato difensore per Jamal. Jamal è vittima di un predatore sessuale. L'accusa è nei confronti di una nota agenzia di affidamento con la quale l'avvocato stesso ha collaborato in passato. Durante un interrogatorio in tribunale il ragazzo, a causa del trauma subito, non riesce a raccontare la sua storia e sbotta in modo volgare e violento, tanto che le guardie si vedono costrette ad immobilizzarlo. Nottetempo, Trainer entra in possesso di una sfilza di documenti, i quali dimostrano che l'agenzia conosceva le attitudini alla violenza e i precedenti dell'aggressore, ma ha omesso di condividerli per tutelare i propri interessi economici. Finalmente l'avvocato, dapprima restio a farsi coinvolgere, prende a cuore il caso del giovane. In assenza di prove e di testimoni che conferiscano validità ai documenti la partita è persa, ma - deus ex machina - l'assistente sociale che ha lavorato per l'agenzia di affidamento decide di testimoniare e il processo muove a favore di Jamal.